# Isabelle de Charrière
Isabelle de Charrière (20. října 1740, Utrecht, Nizozemsko – 27. prosince 1805, Colombier, Švýcarsko), známá také jako Belle van Zuylenová, rodným jménem Isabella Agneta Elisabeth van Tuyll van Serooskerke, byla nizozemská spisovatelka řazená k osvícenství. Nejoceňovanější částí jejího díla je korespondence.
Pocházela z bohaté, šlechtické, liberálně orientované rodiny, která jí poskytla vzdělání, jež nebylo pro dívky v té době obvyklé, a to i v oblasti přírodních věd. Téma vzdělávání dívek posléze prostupovalo jejím literárním a publicistickým dílem. Od roku 1750 pobývala v Ženevě a posléze ve Francii, kde si osvojila francouzštinu a začala ji upřednostňovat. Nizozemštinu dokonce pozapomněla a po návratu do vlasti se jí musela znovu učit. Nadále však psala francouzsky, proto v Nizozemsku nebylo její dílo zpočátku tolik známé a doceněné. Nakonec se natrvalo usadila ve Švýcarsku.
Měla řadu nápadníků, patřil k nim i skotský spisovatel James Boswell. Nakonec si vzala šlechtice Charles-Emmanuela de Charrière de Penthaz, soukromého učitele svého bratra. Dochovala se nicméně rozsáhlá korespondence mezi ní a Boswellem, stejně si dopisovala s řadou dalších osobností, především s politickým filozofem Benjaminem Constantem (napsali spolu i epistolární román) nebo německým spisovatelem Ludwigem Ferdinandem Huberem. Velmi intimní charakter má korespondence se švýcarským důstojníkem David-Louisem Constant d'Hermenchesem. Krom toho napsala i několik románů a brožur o politické situaci v Nizozemsku, Francii a Švýcarsku.
Byla obdivovatelkou díla Jean-Jacquese Rousseaua a pomáhala s posmrtným vydáním jeho práce Confessions. Měla ambivalentní vztah k francouzské revoluci. Po jejím vypuknutí pomáhala řadě francouzských aristokratů, kteří před revolucí uprchli do Švýcarska, jejich zprávám o povaze revoluce však příliš nevěřila. I předtím byla známa jako sžíravý kritik aristokratických kruhů, její román Le Noble z roku 1763 byl ostrou satirou na život šlechty. Ač byl vydán anonymně, její autorství vyšlo najevo a její rodina si vymohla stažení knihy z prodeje.